# دوبریتش (ناحیه پلزن-شمالی)
دوبریتش (به چکی: Dobříč) یک منطقهٔ مسکونی در جمهوری چک است که در ناحیه پلزن-شمالی واقع شده‌است. دوبریتش ۷٫۱ کیلومتر مربع مساحت و ۳۹۴ نفر جمعیت دارد و ۳۹۸ متر بالاتر از سطح دریا واقع شده‌است.